# Romanticが止まらない
「Romanticが止まらない」（ロマンティックがとまらない）は、1985年1月25日にポリドールからリリースされた、C-C-Bの3枚目のシングル。

## 背景
バンド名を『Coconut Boys』から『C-C-B』表記に統一（変更）した後の第一弾シングル。
表題曲は、TBS系連続ドラマ『毎度おさわがせします』の主題歌に使用された。
本楽曲がリリースされる前年（1984年）にヒットしたTBS系連続ドラマ『うちの子にかぎって…』でチェッカーズの楽曲が主題歌及び挿入歌に使用され話題になったこともあり、『毎度おさわがせします』でも引き続きチェッカーズの楽曲を予定していたが諸事情で立ち消えとなり、一世風靡セピアの名が上がり話を進めたが、硬派を売りにしていた彼らのスタンスとドラマの内容がマッチしないということで白紙に戻った経緯を経て、C-C-Bの音楽プロデューサーであり、筒美京平の実弟である渡辺忠孝に主題歌提供の依頼が持ち込まれ、C-C-Bを抜擢することになった。渡辺は筒美に「ヒットする曲を作って欲しい」と依頼し、筒美は「松本隆が作詞をすること」を条件に快諾した。

## 制作
筒美はドラム担当の笠の透明感がある歌声を気に入り、メインボーカルに指名し、笠のハイトーンボイスの個性を活かすため、通常、男性歌手に作る曲よりキーを2音高く制作した。渡辺によると、1980年代、筒美が最も好きだったボーカリストは笠であったという。
本作品でヒットに恵まれなかった場合はバンド解散も辞さない覚悟で臨んだ作品で、メインボーカルを委ねられた笠は、プレッシャーで胃痛や不眠に悩まされ、何回譜面に目を通しても仮歌を聴いても歌詞が頭に入らず、メンバーの田口智治に協力して貰いレコーディング直前まで繰り返しデモテープを聴きこんだという。圧し掛かるプレッシャーのなかレコーディングに挑んだが、何度歌い直してもいつもサビの同じ箇所でメロディーラインを変えて歌ってしまい、笠自身も困惑してしまう（「胸が苦しくなる」の語尾「なる」を、指示された下げ調子ではなく、上げ調子に歌ってしまう）。しかし筒美は咎めることなく「これでいい」「これが君のメロディなのだから」と声を掛けた。恋愛感情を歌唱で表現出来ずにいた笠に、渡辺は苦肉の策として、笠がファンだという薬師丸ひろ子の写真を目の前に置いて歌わせたところ上手くいったという。
イントロのシンセサイザーのフレーズは編曲を担当した船山基紀が制作し、大谷和夫が手弾きを行っている。レコーディングに立ち会った筒美と渡辺は、フェアライトCMIのデジタル音を駆使した個性的なイントロが今一つ気に入らず、大村雅朗に新たにアレンジを依頼する案まで出たが、斬新な船山アレンジを気に入ったメンバーの意見を筒美は汲み上げ「彼らがいいと言うのだから、いいよ」と承諾した。大ヒット後、筒美から「なんでもやってみるもんだね」と言われ、船山は崩れ落ちそうになったと語っている。
スタジオ・ミュージシャンが演奏しているため、リリースした全楽曲の中でメンバーが唯一、レコーディングに参加していない。

## 記録
バンド解散までにリリースした全シングル曲のなかで最大のセールスを記録している（オリコンチャートにおいて）。
TBS系列で生放送されていた音楽番組『ザ・ベストテン』には、1985年2月21日放送回に初出演し、"今週のスポットライト"コーナーにて生演奏で披露された。2週間後の3月7日、7位に初ランクイン（総合得点7503点）。5週目の4月4日に第1位を獲得（総合得点9286点）。番組通算100曲目となる第1位に輝いた。5月2日に4位にランクインした後、翌週に11位となり計9週ランクイン。同番組の"1985年年間ベストテン"において11位にランクインした。

## 収録曲
| 全作詞: 松本隆、全作曲: 筒美京平。 |                          |           |            |                 |      |
| #                                  | タイトル                 | 作詞      | 作曲・編曲 | 編曲            | 時間 |
| 1.                                 | 「Romanticが止まらない」 | 松本隆    | 筒美京平   | 船山基紀, C-C-B | 3:09 |
| 2.                                 | 「I SAY, I LOVE YOU」    | 松本隆    | 筒美京平   | 船山基紀        | 3:01 |
| 合計時間:                          | 合計時間:                | 合計時間: | 6:10       |                 |      |

## Remix Version
「Romanticが止まらない Remix Version」（ロマンティックがとまらない リミックス・ヴァージョン）は、2005年2月23日にリリースされた、C-C-Bのシングル。

### 収録曲
| 全作詞: 松本隆、全作曲: 筒美京平。 |                                                             |           |            |                 |            |      |
| #                                  | タイトル                                                    | 作詞      | 作曲・編曲 | 編曲            | リミックス | 時間 |
| 1.                                 | 「Romanticが止まらない Remix Version」                      | 松本隆    | 筒美京平   |                 | 川名卓馬   | 4:16 |
| 2.                                 | 「Romanticが止まらない Original Version」                   | 松本隆    | 筒美京平   | 船山基紀, C-C-B |            | 3:11 |
| 3.                                 | 「Lucky Chanceをもう一度 Original Version」                 | 松本隆    | 筒美京平   | 船山基紀, C-C-B |            | 3:10 |
| 4.                                 | 「Romanticが止まらない Remix Version (Backing Track)」      | 松本隆    | 筒美京平   |                 |            | 4:16 |
| 5.                                 | 「Romanticが止まらない Original Version (Backing Track)」   | 松本隆    | 筒美京平   |                 |            | 3:12 |
| 6.                                 | 「Lucky Chanceをもう一度 Original Version (Backing Track)」 | 松本隆    | 筒美京平   |                 |            | 3:08 |
| 合計時間:                          | 合計時間:                                                   | 合計時間: | 合計時間:  | 21:13           |            |      |

## 発売後

### タイアップなど
- 2005年
  - アサヒ飲料「WONDA ショット&ショット」「コンビニ」篇のCMソングに使用された。CMには笠浩二もコンビニ店員役で出演。
  - フジテレビ系連続ドラマ『電車男』の挿入歌に使用された。
- 2006年公開の映画「日本沈没」の劇中で、東京都日野市に設置された一時避難所にて流れていたBGMとして使用された。
- プロボクシング・WBC世界フライ級元王者・内藤大助が入場曲として使用していた。
- PSPソフト「太鼓の達人 ぽ〜たぶる2」の曲に採用されている。
- pop'n music 14 FEVER!（CS）にCS版権曲「ロマンチック」として登場している（この曲では、ミミとおぼしき人物がC-C-Bを思わせるような格好でドラムを叩いている）。
- バラエティ番組『SMAP×SMAP』において稲垣吾郎がCCB吾郎と称し、笠の扮装をして同曲を用いたコントを披露していた。同番組の企画（稲垣にとっては罰ゲーム）で、新宿ステーションスクエアでCCB吾郎のキャラでゲリラライブを敢行。その際、サプライズゲストとしてメンバーの渡辺・関口・笠が登場、共演した（2007年10月8日放送）[注釈 6]。
- 情報番組「5時に夢中!」の“追跡!ベスト8”コーナーのオープニングに本曲のイントロ部が使用された。
- 読売テレビドラマ『婚活刑事』 - 2015年7月2日放送、第一話タイトル『ロマンチックが止まらない 恋した人は全員犯人!?』。
- ハイポジ 1986年、二度目の青春。 - きらたかし原作の漫画「ハイポジ」が、2020年1月より『ハイポジ 1986年、二度目の青春。』のタイトルでテレビドラマ化され、第4話タイトル『ROMANTICが止まらない』（大文字表記）、及び、挿入歌に使用された。

### 引用など
- うる星やつら - 高橋留美子の漫画。193話（単行本26巻収録）のサブタイトル「愛の襲撃!ロマンティックがとまらない!!」
- ロマンティックがとまらない - 高野葉子の少女小説。1992年4月、集英社・コバルト文庫
- 妄想恋愛（ロマンティック）がとまらない - 瀬戸口みづきの漫画。2005年11月、メディアファクトリー
  - いつだって妄想恋愛がとまらない - 続編。2006年10月、メディアファクトリー
- ゲームセンターCX - ミニコーナー「ロマンティックが止まらない」（2006年11月 - 12月。曲も使用された）
- 手持ち花火：「ロマンティックが止まらない」 - 花火製造会社・若松屋が販売している手持ち花火のセットの名称。2010年頃から量販店などで販売
- トラベル・カルチャー誌『TRANSIT』13号 - 2011年6月24日発売、講談社、ムック本。表紙に「美しきフランス ロマンティックが止まらない」と記されている[10]
- 女性向けファッション雑誌『sweet』（宝島社） 
  - 2015年3月号（2015年2月12日発売）。表紙に「2015年春、「ロマンティック」が止まらない！」と記されている[11]
  - 2024年10月号・ 2024年10月号 増刊（共に2024年9月12日発売）表紙に 「ロマンティックが止まらない！」と記されている[12]
- スローモーションをもう一度 - 加納梨衣の漫画。2017年7月発売、コミックス第4巻の帯に「Romanticが止まらない」と記されている
- 女性向けファッション雑誌『25ans』 -  2021年3月号（2021年1月28日発売号、ハースト婦人画報社）。表紙に 「ロマンティックが止まらない！」と記されている

### その他
- THE HIT MAKER -筒美京平の世界-（2006年） - 筒美京平作曲家活動40周年記念CD-BOX。6枚組のDisc-2の8曲目に収録
- 筒美京平 HIT STORY Ultimate Collection 1967-1997 2013 Edition（2014年） - 1997年に発売された筒美京平作曲家活動30周年記念CD-BOX「筒美京平 HIT STORY」の新装版。作曲家活動45年分の集大成9枚組のDisc-7の1曲目に収録

## カバー

### セルフカバー
- アルバム「Romanticは止められない」（2008年4月30日、AFTER TIME RECORDS） - 新録音源を収録。TBSテレビ「王様のブランチ」エンディングテーマ（2008年4月 - 5月）

### メンバーが参加するバンド/ユニットによるカバー
- 三喜屋・野村モーター'S BAND - アルバム『WORKS』（2005年9月21日、PEG LABEL）に収録。
- サリー久保田グループ[注釈 7] - 筒美京平トリビュート7インチシングル第一弾『Romanticが止まらない』（2021年4月21日、SALLY KUBOTA RECORDS〈7インチシングル〉 / 2023年7月7日、サリーサルソウル〈8センチCD〉）。本曲のメインボーカルを務めた笠浩二がゲストボーカリストとして参加[13][14]。

### 他ミュージシャンによるカバー
- 松原朋子 - シングル『ロマンス』（1996年4月1日、ファンハウス）に収録。
- 水戸華之介 ウィズ YOHEI - 筒美京平トリビュート・アルバム『K.T.ゴールデン・リスペクターズ〜筒美京平グレーテスト・カヴァーズ』（1997年11月26日、パイオニア）に収録。
- Psychedelica featuring KOMATI[注釈 8] - マキシシングル『Romanticが止まらない』（2000年6月1日、イーストウエスト・ジャパン）に収録。
- 及川光博 - アルバム『GOLD SINGER』（2004年12月22日、TRICKSTAR RECORDS/喝采）に収録。
- 岸尾大輔・水島大宙 - DVD『DROPS LIVEツアー2004“センセイ!DROPSはおやつに入りますか!?ツアー”』（2004年12月22日、キングレコード）に収録。
- shuji to masuhisa - アルバム『SUPER TRANCE BABE 〜J-Gorgeous〜』（2006年3月24日、ビクター）に収録。
- W.C.D.A.（2009年1月26日） - 配信シングル『Romanticが止まらない』に収録。
- 堀江由衣 - アルバム『歌声喫茶方舟 〜アキナイチュウ〜』（2009年12月23日、キングレコード）に収録。アニメ『夏のあらし! 〜春夏冬中〜』挿入歌。
- LC&Romantics - 女性向けアダルトグッズ&情報サイトがプロデュースしたグループ。2008年に再結成したC-C-B（渡辺・笠・関口）が80年代アイドルソングのコンピレーション・アルバム『今度もおさわがせします』（2009年4月25日、ナチュラルプランツ）をプロデュースし、1曲目に収録。コーラスにメンバーが参加し、演奏の一部も新たにレコーディングした。
- 玉置成実 - コンピレーション・アルバム『松本隆作詞活動40周年記念アルバム「松本隆に捧ぐ-風街DNA-」』（2010年5月12日）に収録。
- 小原孝 - アルバム『小原孝のピアノ詩集〜SWEET MEMORIES〜』（2011年10月5日、キングレコード）に収録（インストゥルメンタル）。
- PINKEY - AV女優ユニット・PINKEYの3rdシングル（2014年2月5日、SPACE SHOWER MUSIC）。全7曲入りマキシシングルの表題曲として収録。
- 太田裕美 - 筒美京平トリビュート・アルバム『tutumikko』（2014年4月2日、SPACE SHOWER MUSIC）に収録。
- Remixed by BEMANI Sound Team "L.E.D." & IOSYS - コナミアミューズメントによる音楽ゲーム『beatmania IIDX 28 BISTROVER』（2020年10月28日稼働開始）に収録。
- 氣志團 - 筒美京平トリビュート・アルバム『Oneway Generation』（2021年4月28日、影別苦須 虎津苦須）に収録。
- マハラージャン - アルバム『僕のスピな☆ムン太郎』（2021年7月21日、SME）に収録。
- 中塚武×The SKAMOTTS - 7inchアナログシングル『Romanticが止まらない』（2023年6月28日、unchatable records）に収録。

### その他
- 電気グルーヴ - セルフ・トリビュート・アルバム『The Last Supper』（2001年7月25日、キューンレコード）収録曲『21世紀もモテたくて…（21st century mo motetakute）』にサンプリングされている。
- DJ和 - ミックスCDシリーズ第32弾『あの頃みたい、と君が笑った。 mixed by DJ和』（2022年8月10日、ソニー・ミュージックアソシエイテッドレコーズ）に収録。CDリリースと合わせ、カセットテープも完全生産限定で発売された[15]。